# Aphelocoma
Aphelocoma este un gen de păsări paseriforme aparținând familiei Corvidae. Se găsesc în Mexic, vestul Americii Centrale și vestul Statelor Unite, cu o populație izolată în Florida.

## Specii
Genul Aphelocoma conține șapte specii:
- Aphelocoma unicolor
- Aphelocoma wollweberi
- Aphelocoma ultramarina
- Aphelocoma insularis
- Aphelocoma californica
- Aphelocoma woodhouseii
- Aphelocoma coerulescens

## Galerie

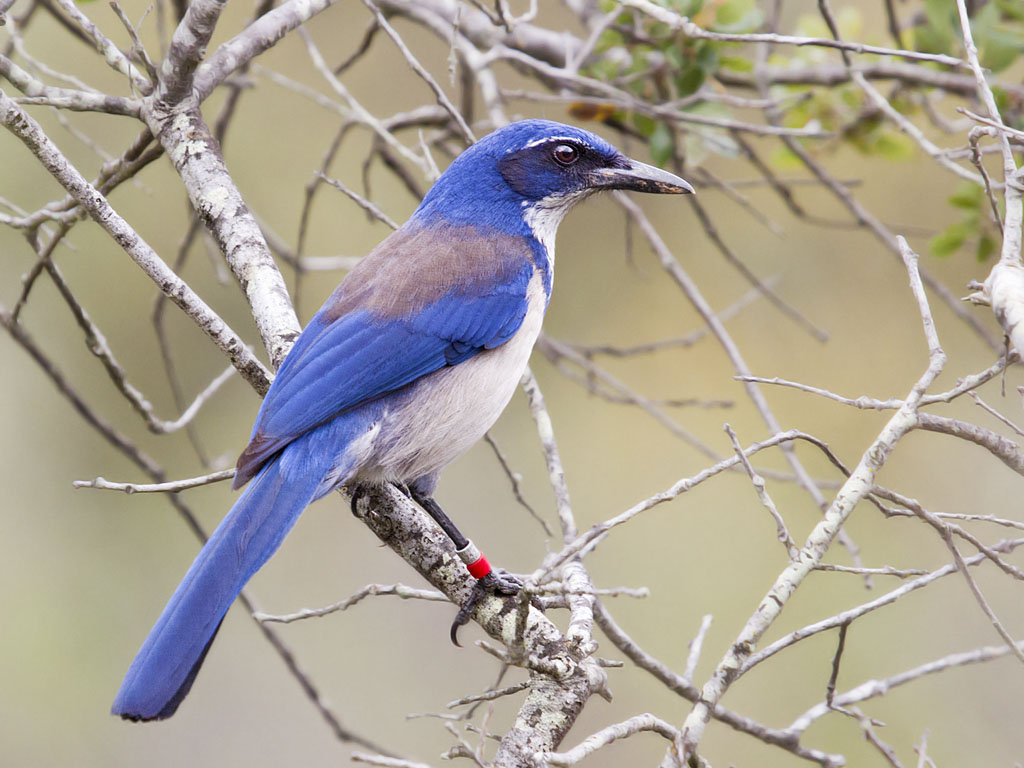
Aphelocoma insularis
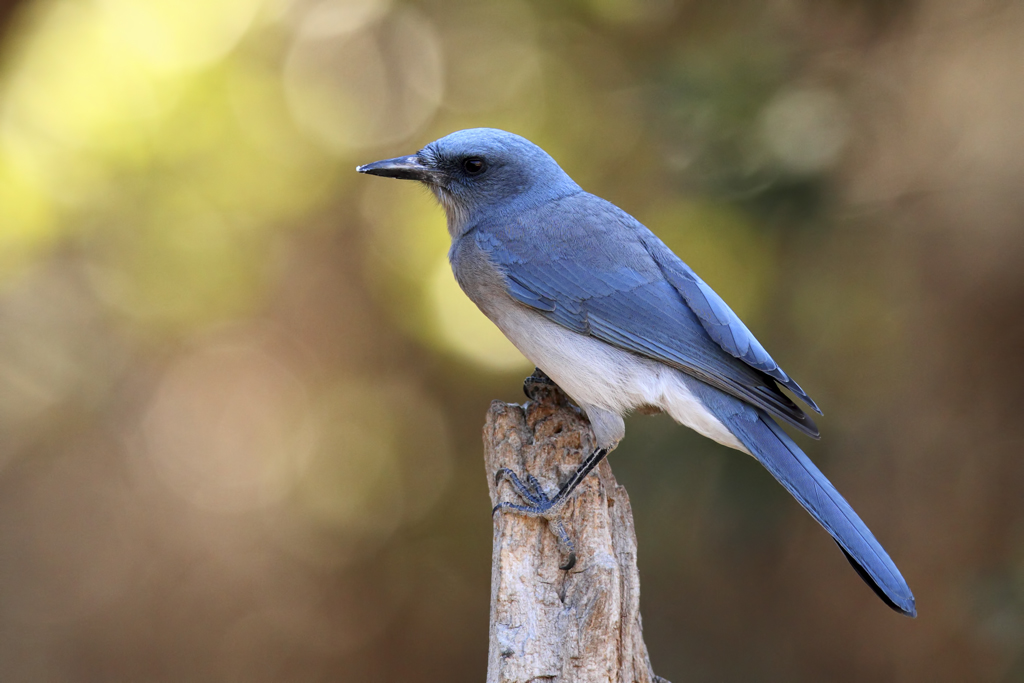
Aphelocoma wollweberi
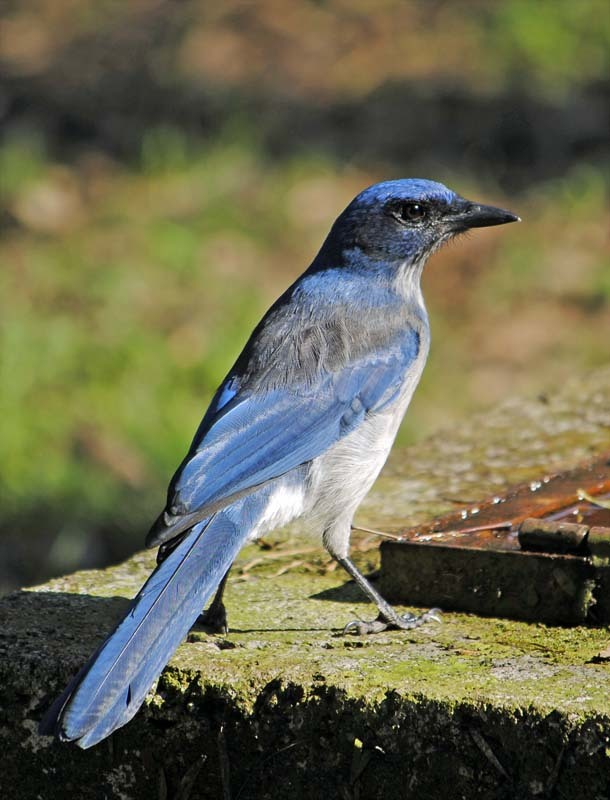
Aphelocoma ultramarina